# Luciano Vassallo
Luciano Vassallo (Asmara, Colonia de Eritrea, 15 de agosto de 1935 - Ostia, Italia, 16 de septiembre de 2022) fue un jugador y entrenador de fútbol etíope nacido en la actual Eritrea pero con ascendencia italiana. Se destacó como miembro de la selección de fútbol de Etiopía, equipo del cual fue capitán y al cual condujo hacia el título en la Copa Africana de Naciones 1962. 

## Biografía

### Juventud
Vassallo nació en Asmara, ciudad que en ese momento formaba parte de la Colonia Italiana de Eritrea. Era hijo de un militar italiano, Vittorio Vassallo, y de una mujer indígena. Tuvo también un hermano que fue futbolista: Italo Vassallo. Su padre dejó África y perdió todo contacto con sus hijos. 
Siendo étnicamente un niño mestizo, tuvo que enfrentar la discriminación racial proveniente tanto de los colonos italianos -que aplicaban las leyes raciales fascistas- como de la población negra local -que consideraba a los mestizos como extranjeros. A raíz de ello abandonó muy pronto la escuela e ingresó como aprendiz de mecánico en los talleres del ferrocarril de Asmara.

### Jugador de fútbol

#### Clubes
Su vínculo con el fútbol se inició gracias a los misioneros católicos que habían creado el club Stella Asmarina como un modo de acercarse a la juventud para integrarla y evangelizarla.
Aunque originalmente comenzó a actuar en la posición de lateral izquierdo, luego pasaría a jugar como defensa central para terminar evolucionando como un mediocentro ofensivo. 
Vassallo jugó en equipos eritreos humildes hasta que el Gejeret le dio la posibilidad de participar de la Liga Premier de Etiopía (Eritrea y Etiopía habían constituido un único país en 1952). En 1960 fue fichado por el poderoso Cotton Factory Club de Dire Dawa junto con su hermano. Con ese equipo ganaría cuatro ediciones del campeonato de la máxima categoría local: 1960, 1962, 1963 y 1965.

#### Selección nacional
Vassallo representó internacionalmente a Etiopía desde 1953 hasta 1971. Su mayor logro con el equipo nacional fue la conquista de la Copa Africana de Naciones 1962, organizada en Adís Abeba con sólo cuatro selecciones.
Aunque directivos de la Federación Etíope de Fútbol le sugirieron que usara un apellido diferente al suyo para identificarse más con la afición etíope, el futbolista se negó siempre a hacerlo. 

### Entrenador de fútbol
Tras completar en 1968 el curso de entrenador en el Centro Técnico Federale de Coverciano, en Italia, Vassallo regresó a Etiopía y pasó a desempeñarse como jugador-entrenador en el Cotton Factory Club, asumiendo la misma responsabilidad en la selección etíope entre 1969 y 1970 (estuvo presente en la Copa Africana de Naciones 1970 donde su equipo terminó en la última ubicación).
En 1974, ya retirado definitivamente como jugador, entrenó brevemente al equipo nacional. Luego de ello asumió la conducción del Saint-George SA. Al año siguiente retornaría a Eritrea -que, a la sazón, se había convertido en una provincia etíope- para conducir al Air Force FC. Su última experiencia como entrenador de clubes africanos fue cuando en 1976 se hizo cargo del EEPCO. Ese mismo año protagonizó un escándalo que lo llevó a su arresto por parte del gobierno del Consejo Administrativo Militar Provisional luego de que acusara a los miembros de la Federación Etíope de Fútbol de exigirle a los jugadores de la selección nacional que consumieran una anfetamina para mejorar su rendimiento.
Posteriormente sería liberado, pero no sería rehabilitado sino hasta 1978, año en que aceptó un nuevo mandato en la selección etíope. Sin embargo, hastiado de la vida en la República Democrática Popular de Etiopía, abandonó su país para pedir asilo en Italia.

### Últimos años
Instalado en la ciudad de Ostia, Vassallo trabajó como mecánico de automóviles (en Etiopía había sido dueño del taller de reparaciones oficial de la empresa Volkswagen). Asimismo crearía una academia para jóvenes futbolistas a la que bautizaría como "Olimpia Ostia".
Fue autor del libro autobiográfico Mamma ecco i soldi publicado en 2000.